# Temný pán
Temný pán je populární označení arcizloducha v nejrůznějších fantastických světech. Temný pán se vyskytuje například ve Středozemi, ve Star Wars nebo ve světě Harryho Pottera.

## Temní páni ve světě J. R. R. Tolkiena
Ve Středozemi rozlišujeme temné pány dva. První z nich byl Morgoth (Melkor), jenž ukradl silmarily a elfové s ním vedli beznadějné války po celý První věk, nakonec ho však muselo porazit až vojsko vyslané Valar. Po něm povstal jeden z jeho vojevůdců, Sauron, který proslul jako druhý temný pán v průběhu druhého a třetího věku až do svého pádu, který je popsán v knize Pán prstenů.

## Temný pán v Harrym Potterovi
V knížkách Harry Potter se vyskytuje jeden Temný pán, kterým je Tom Rojvol Raddle známější pod svým pozdějším jménem Lord Voldemort. Voldemort je dědicem Salazara Zmijozela (největšího z bradavických čtyř), který žil před mnoha lety a založil společně s Helgou z Mrzimoru, Godrikem z Nebelvíru a Rowenou z Havraspáru kouzelnickou školu v Bradavicích. Pro kouzelnický svět v knížkách Harry Potter představuje Lord Voldemort zlo, jež může zastavit jenom jeden.

## Temní páni ve Star Wars
Viz Temný Pán ze Sithu.